# Copa Korać 1972-73
La Copa Korać 1972-73 fue la segunda edición de la Copa Korać, competición creada por la FIBA para equipos europeos que no disputaran ni la Copa de Europa ni la Recopa. Participaron 12 equipos, cuatro más que en la edición anterior. El ganador fue el Forst Cantù, que derrotó en la final a doble vuelta al equipo belga del Maes Pils.

## Equipos participantes
| Bélgica             | 2 | Maes Pils         | Standard Liège     |
| Francia             | 2 | Berck             | Denain-Voltaire    |
| España              | 2 | FC Barcelona      | Filomatic Picadero |
| Yugoslavia          | 2 | Lokomotiva        | Rabotnički         |
| Grecia              | 1 | YMCA Thessaloniki |                    |
| Italia              | 1 | Forst Cantù       |                    |
| Luxemburgo          | 1 | Amicale           |                    |
| Alemania Occidental | 1 | Wolfenbüttel      |                    |

## Primera fase
La primera fase se jugó dividiendo los 12 equipos en cuatro grupos con un sistema de todos contra todos, en el que cada enfrentamiento de ida y vuelta contaba como un único partido.
|  | El primer clasificado avanza a semifinales |